# Guitar Hero: Warriors of Rock
Guitar Hero: Warriors of Rock è il sesto capitolo ufficiale della serie videoludica Guitar Hero sviluppato da Neversoft per conto di Activision la cui pubblicazione è stata il 24 settembre 2010.

## Sviluppo
La prima notizia dello sviluppo della sesta incarnazione della serie è avvenuta il 24 novembre 2009 quando il chitarrista del gruppo hard rock Tesla Frank Hannon e Dave Rude hanno annunciato in un'intervista al sito internet "Brave Words & Bloody Knuckles" che la loro canzone Modern Day Cowboy sarebbe stata inserita nella tracklist del futuro nuovo capitolo della serie.
Nel periodo immediatamente successivo è poi stato annunciato che la versione per Xbox 360 supporta Microsoft Kinect.
Nel mese di febbraio ha iniziato a circolare una "voce di corridoio" che un paio di mesi dopo si è poi tramutata in realtà: la Activision, insoddisfatta dei risultati ottenuti da Neversoft che hanno portato la serie ad un pesante ridimensionamento di gradimento sul suolo americano, annuncia che chiuderà lo studio dopo l'uscita del gioco e il supporto futuro allo stesso passerà nelle mani di Vicarious Visions che aveva già lavorato con la serie realizzando le conversioni per Wii e Nintendo DS degli ultimi capitoli e che si occupa delle versioni delle medesime piattaforme anche di questo sesto titolo.
Il 25 maggio 2010 viene avviato il pre-ordine ufficiale del gioco sul nuovo sito ufficiale che si appoggia al portale Amazon; in questo modo si viene così a sapere sia il titolo che la data di pubblicazione, anticipando così la presentazione ufficiale dell'E3.

## Caratteristiche

Schermata di gioco in tempo reale

Il gioco ripropone il medesimo gameplay della serie e migliorie sparse al comparto di gioco, come una gestione ottimizzata della modalità "Partita Veloce" comprendenti sfide di vario tipo per ogni canzone presente e passata e una nuova modalità storia chiamata "Impresa Eroica".

### Modalità "Impresa Eroica"
Il gioco propone una modalità di gioco inedita chiamata "Impresa Eroica"; questa modalità prevede gruppi di canzoni da affrontare di volta in volta con un personaggio diverso nei quali l'ottenimento delle stelle permette di trasformare il personaggio in un guerriero e di ampliarne il relativo potere. Alla fine della storyline si avranno tutti i poteri a disposizione e sarà possibile completare la "carriera" ottenendo il massimo quantitativo di stelle per ogni brano (40 a canzone). La storia vedrà Gene Simmons (leader storico dei Kiss) nei panni di narratore ma è l'unica special guest del gioco: a differenza dei capitoli precedenti non ci sono riproduzioni di personaggi famosi all'interno del gioco (vedi Zakk Wylde in Guitar Hero World Tour o Johnny Cash in Guitar Hero 5).

## Tracklist
La tracklist è la più corposa della serie, composta da ben 93 canzoni e, rispetto alla varietà di generi dei due precedenti episodi, è maggiormente improntata verso sonorità più propriamente rock/metal.
- 2112 (suite completa, 7 tracce) - Rush
- Again - Flyleaf
- Aqualung - Jethro Tull
- Bat Country - Avenged Sevenfold
- Been Caught Stealing - Jane's Addiction
- Black Rain - Soundgarden
- Black Widow of La Porte - John 5 feat Jim Root
- Bleed It Out - Linkin Park
- Bloodlines - Dethklok
- Bodies - Drowning Pool
- Bohemian Rhapsody - Queen
- Burn - Deep Purple
- Burnin' for You - Blue Öyster Cult
- Call Me the Breeze (live) - Lynyrd Skynyrd
- Calling - Strung Out
- Chemical Warfare - Slayer
- Cherry Bomb - The Runaways
- Children of the Grave - Black Sabbath
- Cryin' - Aerosmith
- Dance, Dance - Fall Out Boy
- Dancing Through Sunday - AFI
- Deadfall - Snot
- Fascination Street - The Cure
- Feel Good Drag - Anberlin
- Feels Like the First Time - Foreigner
- Fortunate Son - Creedence Clearwater Revival
- Free Ride - The Edgar Winter Group
- Fury of the Storm - DragonForce
- Get Free - The Vines
- Ghost - Slash feat Ian Astbury e Izzy Stradlin
- Graduate - Third Eye Blind
- Hard to See - Five Finger Death Punch
- Holy Wars... The Punishment Due - Megadeth
- How You Remind Me - Nickelback
- I Know What I Am - Band of Skulls
- I'm Broken - Pantera
- I'm Not Okay (I Promise) - My Chemical Romance
- If You Want Peace.. Prepare for War - Children of Bodom
- It's Only Another Parsec... - RX Bandits
- Indians - Anthrax
- Interstate Love Song - Stone Temple Pilots
- Jet City Woman - Queensrÿche
- Lasso - Phoenix
- Listen to Her Heart - Tom Petty & The Heartbreakers
- Love Gun - Kiss
- Losing My Religion - R.E.M.
- Lunatic Fringe - Red Rider
- Machinehead - Bush
- Modern Day Cowboy - Tesla
- Money for Nothing - Dire Straits
- Motivation - Sum 41
- Move It On Over (live) - George Thorogood and the Destroyers
- Nemesis - Arch Enemy
- No More Mr. Nice Guy - Alice Cooper
- No Way Back - Foo Fighters
- Paranoid (live) - Metallica & Ozzy Osbourne
- Pour Some Sugar on Me (live) - Def Leppard
- Psychosocial - Slipknot
- Ravenous - Atreyu
- Re-Ignition (live) - Bad Brains
- Renegade - Styx
- Rockin' in the Free World - Neil Young
- Savior - Rise Against
- Scumbag Blues - Them Crooked Vultures
- Self Esteem - The Offspring
- Setting Fire To Sleeping Giants - The Dillinger Escape Plan
- Seven Nation Army - The White Stripes
- Sharp Dressed Man (live) - ZZ Top
- Slow Hands - Interpol
- Speeding (Vault Version) - Steve Vai
- Spiderman - Ramones
- Stray Cat Blues - The Rolling Stones
- Sudden Death - Megadeth
- Suffocated - Orianthi
- The Outsider - A Perfect Circle
- There's No Secrets This Year - Silversun Pickups
- This Day We Fight! - Megadeth
- Tick Tick Boom - The Hives
- Ties That Bind - Alter Bridge
- Tones of Home - Blind Melon
- Unskinny Bop - Poison
- Uprising - Muse
- Waidmanns Heil - Rammstein
- We're All Gonna Die - Slash feat Iggy Pop
- We're Not Gonna Take It - Twisted Sister
- What Do I Get? - Buzzcocks
- Wish - Nine Inch Nails
- (You Can Still) Rock in America - Night Ranger

Il brano Sudden Death è stato composto dai Megadeth appositamente per il gioco.
Tutte le tracce scaricabili per i precedenti titoli della serie sono compatibili con questo nuovo capitolo e lo sono anche le tracklist dei precedenti capitoli scatolati; per "festeggiare" il lancio del gioco è stata resa esportabile anche la tracklist dell'espansione dedicata ai Metallica.

## I nuovi personaggi
Oltre ai personaggi standard (utilizzabili in tutti i giochi) e le trasformazioni dei rocker, i nuovi personaggi sono:
- Austin Tejas
- Echo Tesla
- Il Semidio del Rock
- Minotaur
- Arthas Menethil (dal videogioco World Of Warcraft)

Ad eccezione dei primi due personaggi gli altri sono da sbloccare durante la modalità "Impresa Eroica" e guadagnando livelli durante la modalità partita veloce.